# Den kroniske uskyld (film)
 For alternative betydninger, se Den kroniske uskyld. (Se også artikler, som begynder med Den kroniske uskyld)
Den kroniske uskyld er en dansk film fra 1985, skrevet og instrueret af Edward Fleming efter en roman af samme navn af Klaus Rifbjerg.
Fru Junkersens hus i filmen er optaget i en villa på Lindevej 13 på Frederiksberg i København.

## Medvirkende
- Allan Olsen - (Janus)
- Thomas Algren - (Tore)
- Simone Bendix - (Helle)
- Susse Wold - (Fru Junkersen, Helles mor)
- Per Pallesen - (Hr. Tolne, Janus' far)
- Lisbet Dahl - (Janus' mor)
- Anne-Lise Gabold - (Fru Riemer, Tores mor)
- Helle Fastrup - (Inger)
- Axel Strøbye - (Rektor)
- Ilse Rande - (Sygeplejerske)
- Ole Ernst - (Poul, fru Riemers tidligere ven)
- Holger Vistisen - (Tjener)
- Claus Hesselberg - (Matematiklærer)
- Erni Arneson - (Stuepige hos Junkersen)
- Jørn Gottlieb - (Lærer ved eksamensbordet)
- Kim Jansson - (Ole, Ingers kæreste)
- Else Petersen - (Frk. Pedersen)
- Jan Hertz - (Købmand)
- Poul Thomsen - (Mand der ta'r mål til studenterhuer)
- Jeanne Boel - (Gymnasieelev)
- Lars Simonsen - (Gymnasieelev)
- Tone Løhr - (Gymnasieelev)
- Martin Spang Olsen - (Udsmider)
- Charlotte Schneider
- Dennis Paul
- Lars Svenning Jensen
- Jonas Elmer
- Søren Brogård
- Leif Mønsted - (Tjener i Dyrehaven)
- Lars Kruse Byron - ("Smuk fyr")
- Lars Mørch

## Eksterne links
- Den kroniske uskyld på Internet Movie Database (engelsk)
- Den kroniske uskyld på Filmdatabasen
- Den kroniske uskyld på danskefilm.dk
- Den kroniske uskyld på danskfilmogtv.dk
- Den kroniske uskyld på Scope
- Den kroniske uskyld på AllMovie (engelsk)
- Den kroniske uskyld på Turner Classic Movies (engelsk)
- Den kroniske uskyld på The Movie Database (engelsk)